# موليبدنوم
الموليبدنوم عنصر كيميائي رمزه Mo وعدده الذري 42؛ وينتمي إلى عناصر المستوى الفرعي d في الدورة الخامسة، ويقع في المرتبة الثانية ضمن عناصر المجموعة السادسة في الجدول الدوري. ينتمي الموليبدنوم كيميائياً إلى الفلزات الانتقالية. يوجد الموليبدنوم النقي على هيئة فلز ذي لون فضي رمادي، ولديه نقطة انصهار مرتفعة، ويتميز بمقاومته للتآكل.
لا يوجد عنصر الموليبدنوم على هيئة فلز طبيعي على سطح الأرض، ولكن على شكل متأكسد ضمن معادن مختلفة؛ وخاصة في معدن المولبدينيت. اشتقت تسمية هذا العنصر من اللغة الإغريقية من الكلمة Μόλυβδος موليبدوس، والتي تعني رصاص؛ إذ كان يخلط بين خاماته مع خامات الرصاص. عرفت معادن الموليبدنوم عبر التاريخ، ولكن العنصر بحد ذاته لم يكتشف ويحدد على هيئة عنصر كيميائي إلا في أواخر القرن الثامن عشر، في سنة 1778 من العالم كارل فلهلم شيله؛ ثم عزل لاحقاً في سنة 1781 من العالم بيتر ياكوب هيلم. يستطيع الموليبدنوم أن يشكل العديد من الكربيدات المستقرة الصلدة في السبائك، ولذلك فإنه يستخدم في تركيب أنواع خاصة من الفولاذ، بما في ذلك السبائك الفائقة.
لأغلب مركبات الموليبدنوم انحلالية ضعيفة في الماء. يؤدي تسخين المعادن الحاوية على الموليبدنوم بوجود الأكسجين والماء إلى الحصول على أيون الموليبدات، والذي يعطي أملاح منحلة بشكل جيد. تستخدم مركبات الموليبدنوم في صناعة الخضب والتحفيز. يوجد الموليبدنوم على هيئة عنصر شحيح في عدد معتبر من الكائنات الحية؛ كما يوجد في الطبيعة عدد من الإنزيمات الحاوية على الموليبدنوم والقادرة على كسر الرابطة الكيميائية في جزيء النتروجين في الغلاف الجوي، عبر عملية تثبيت حيوية.

## التاريخ وأصل التسمية
كانت معادن الموليبدنوم معروفة قبل اكتشاف هذا العنصر؛ إذ كان معدن المولبدينيت  معروفاً تحت اسم موليبدنا . في الماضي كان يكثر الخلط بين معدن الموليبدنا والغرافيت؛ وكان يستخدم مثله مثل الغرافيت في طلاء الأسطح باللون الأسود (تسويد)، أو على شكل مزلق صلب. كما كان يكثر الخلط أيضاً بين معدن الموليبدنا وبين الغالينا  خام الرصاص. اشتقت تسمية هذا المعدن من اللغة الإغريقية من الكلمة Μόλυβδος موليبدوس، والتي تعني رصاص. تشير بعض الاقتراحات إلى أن الكلمة الإغريقية موليبدوس ما هي إلا لفظ دخيل من اللغات الأناضولية: اللوية  واللغة الليدية .

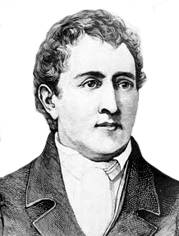
كارل فلهلم شيله

تشير بعض الدراسات أن خامات الموليبدنوم كانت تسبك عمداً مع الفولاذ في صناعة السيوف اليابانية في القرن الرابع عشر؛ إلا أن المعلومات التفصيلية عن ذلك الفن قد اندثرت. أما في الغرب، فقد تمكن العالم السويدي بنغت أندرسون كفيست  في سنة 1754 من فحص عينة من الموليبدينيت، واستطاع أن يحدد أنها مختلفة عن الغالينا وأنها لا تحوي على الرصاص. أكد العالم كارل فلهلم شيله  في سنة 1778 أن الموليبدنا مختلف في تركيبه عن الغالينا وعن الغرافيت؛ إذ تحصل من معالجة خام الموليبدنا مع حمض النتريك على أكسيد أبيض من أكسيد الموليبدنوم السداسي (ثلاثي أكسيد الموليبدنوم)؛ وافترض بدلاً عن ذلك أن الموليبدنا ما هو إلا خام لعنصر كيميائي جديد، والذي أسماه موليبدنوم. تمكن العالم بيتر ياكوب هيلم  في سنة 1781 من عزل هذا العنصر الجديد، وذلك من اختزال الأكسيد باستخدام الكربون في وسط من زيت بذر الكتان .
لم يكن لعنصر الموليبدنوم في البداية تطبيقات عملية، إذ أنه ليس وفيراً في الطبيعة، بالإضافة إلى صعوبة استخراجه واستخلاصه، خاصة أن التقنيات اللازمة في مجال علم تعدين الفلزات لم تكن متطورة بالشكل الكافي. أظهرت السبائك الفولاذية الحاوية على الموليبدنوم خواص هندسية واعدة، مثل الصلادة المتميزة، إلا أن المحاولات لتصنيع تلك السبائك على نطاق صناعي واسع لم تكن ناجحة، إذ أظهرت الهشاشة  وسهولة إعادة تبلور  الصهارة. استطاع المخترع وليام كوليدج  في سنة 1906 أن يسجل براءة اختراع لعملية مكنت من زيادة مطيلية  (قابلية السحب) للموليبدنوم، مما أدى إلى زيادة عدد التطبيقات العملية لهذا الفلز، مثل استخدامه على هيئة عنصر تسخين  للأفران العاملة عند درجات حرارة مرتفعة، أو استخدامه داعماً في أسلاك مصابيح الإضاءة المتوهجة. بعد عدة سنوات، تمكن فرانك إلمور  من تطوير عملية تعويم زبدي  من أجل إعادة استحصال المولبدينيت من الخامات أثناء الاستخراج.
ازداد الطلب على الموليبدنوم أثناء الحرب العالمية الأولى، بسبب استخدامه في تدريع المركبات العسكرية  وبديل احتياطي عن التنغستن في تركيب فولاذ القطع السريع . كانت بعض الدبابات البريطانية مدرعة في البداية بطبقة سماكتها 75 ميليمتر من فولاذ المنغنيز ، ولكن تلك الاستراتيجية لم تكن ناجحة؛ والتي حلت محلها صفائح من فولاذ الموليبدنوم الأخف، والتي ساعدت في زيادة حركية المدرعات ومناوارتها، علاوة على حمايتها. استخدم الألمان فولاذ الموليبدنوم في تصنيع قذائف المدفعية، مثل بيرتا الضخمة  ، لأن الفولاذ التقليدي ينصهر في تلك الظروف. تراجع الطلب بعد الحرب العالمية الأولى، إلا أنه عاود الارتفاع في الحرب العالمية الثانية، خاصة في مجال صناعة الفولاذ.

## الوفرة الطبيعية

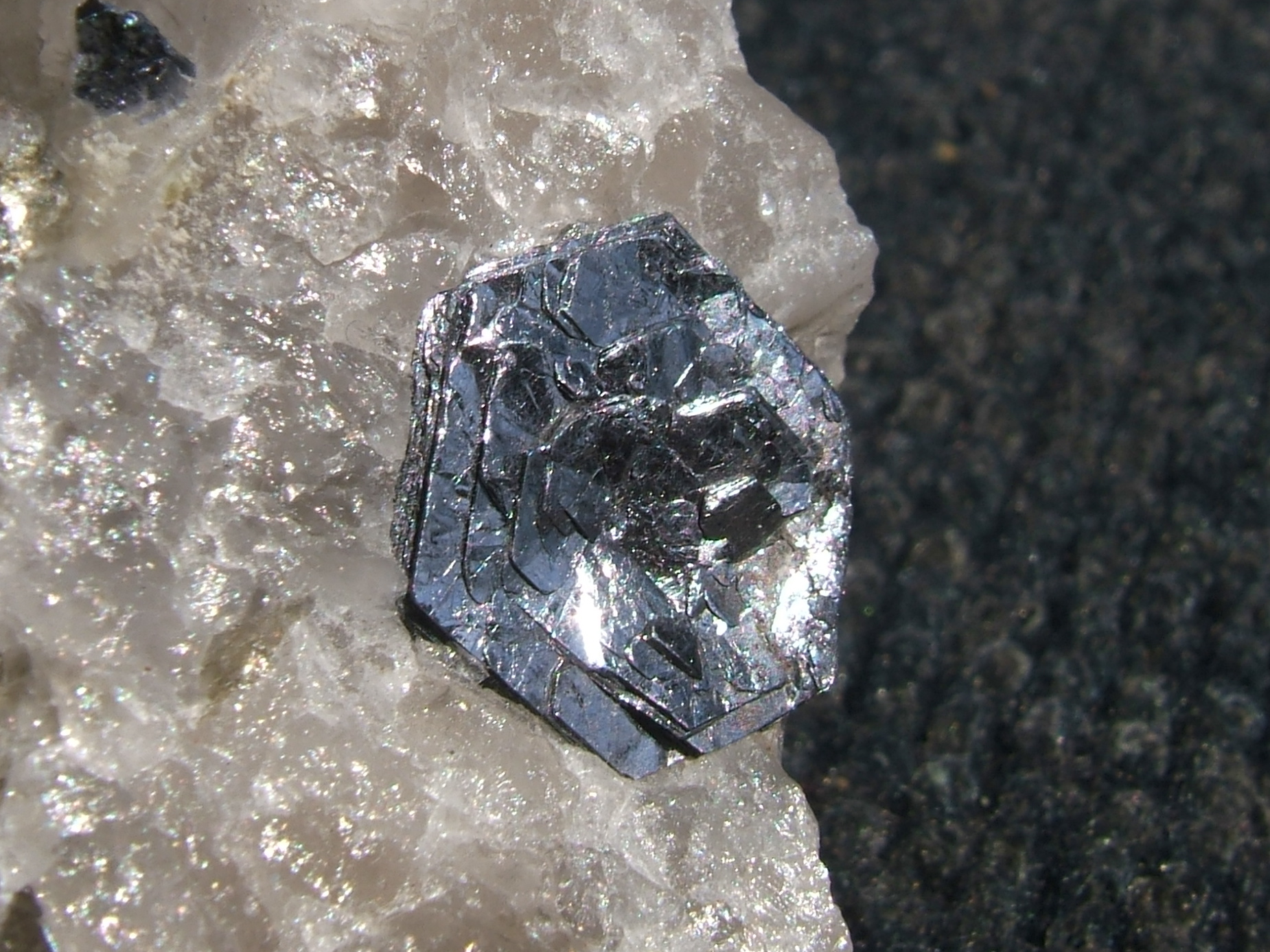
معدن المولبدينيت على الكوارتز

يأتي الموليبدنوم في المرتبة الرابعة والخمسين من حيث الوفرة الطبيعية للعناصر الكيميائية في القشرة الأرضية بتركيز وسطي مقداره 1.5 جزء في المليون ؛ وفي المرتبة الخامسة والعشرين من حيث الوفرة الطبيعية في مياه المحيطات بتركيز وسطي مقداره 10 جزء في البليون ؛ وفي المرتبة الثانية والأربعين من حيث الوفرة الطبيعية في الكون.
من النادر جداً أن يعثر على الموليبدنوم على هيئة عنصر طبيعي، ومن المواقع التي وثق العثور فيها على ذلك الشكل كل من بركان كورياكسكي  في شبه جزيرة كامشاتكا  في روسيا، وكذلك على سطح القمر، إذ اكتشفت بعثة الفضاء السوفيتية لونا 24  وجود حبيبات حاملة للموليبدنوم في شظية من معدن البيروكسين  عثر عليها في بحر الشدائد ؛ وقبل ذلك في بحر الخصوبة  في بعثة لونا 16. من جهة أخرى، تعود ندرة الموليبدنوم في القشرة الأرضية لوجوده في عدد من المعادن القابلة للانحلال في الماء، وذلك غالباً بشكل مرتبط مع الكبريت. من معادن الموليبدنوم المعروفة كل الفولفينيت  (موليبدات الرصاص) والباوليت  (موليبدات الكالسيوم)؛ إلا أن معدن المولبدينيت (ثنائي كبريتيد الموليبدنوم) هو أكثر معادن هذا العنصر وفرة في القشرة الأرضية، ولذلك فهو يعد الخام الرئيسي للاستخراج.

## الاستخراج
يستخرج الموليبدنوم عادة على شكل خامة ثانوية مشتركة من معدن المولبدينيت أثناء تعدين النحاس أو التنغستن؛ في حين أن 30% من باقي عمليات الاستخراج تكون من خامات الموليبدنوم الأولية. يحوي معدن المولبدينيت (ثنائي كبريتيد الموليبدنوم) عند الاستخراج على حوالي 50–60% من الفلز.

الإنتاج العالمي من الموليبدنوم

توجد توضعات كبيرة من خامات الموليبدنوم في الصين وتشيلي وكندا والبيرو والولايات المتحدة. بلغ الاستخراج العالمي من الموليبدنوم 250 ألف طن في سنة 2011، وتصدرت الصين الدول المنتجة (94 ألف طن) تلتها كل من الولايات المتحدة (64 ألف طن) ثم تشيلي (38 ألف طن) ثم البيرو (18 ألف طن) ثم المكسيك (12 ألف طن). يقدر الاحتياطي العالمي بحوالي 10 ملايين طن، أغلبها متوضعة في الصين (4.3 مليون طن) والولايات المتحدة (2.7 مليون طن) وتشيلي (1.2 مليون طن).
كان منجم التعدين بالقرب من قرية كنابن  جنوبي النرويج، والذي افتتح في سنة 1885، أول منجم مخصص لتعدين هذا الفلز، لكنه أغلق في سنة 1973 ثم أعيد افتتاحه في سنة 2007. يستخرج من هذا المنجم حالياً ما يقارب 100 ألف كغ من معدن المولبدينيت. كما يوجد أيضاً عدد من المناجم المخصصة لتعدين الموليبدنوم حول العالم، كما في ولاية كولورادو الأمريكية.
بلغ سعر فلز الموليبدنوم في السوق مقدار 30 ألف دولار أمريكي لكل طن في سنة 2009؛ مع أن متوسط السعر كان ذا قيمة وسطية تقارب 10 آلاف دولار أمريكي بين 1997 إلى 2003، ثم بلغ أقصى سعر له في أواسط سنة 2005، عندما وصل سعر الطن إلى 103 ألف دولار أمريكي. بلغ سعر الموليبدنوم على بورصة لندن للمعادن  في سنة 2018 مقدار 25 ألف دولار أمريكي لكل طن؛ وكان فلز الموليبدنوم قد طرح سلعةً للتداول عليها أول مرة في سنة 2008.

## الإنتاج
تعد خامة معدن المولبدينيت (ثنائي كبريتيد الموليبدنوم) المصدر الرئيسي في عمليات إنتاج هذا الفلز. في البداية تحمّص الخامة في الهواء عند درجات حرارة تقارب 700 °س؛ مما يؤدي إلى الحصول على ثلاثي أكسيد الموليبدنوم:
{\displaystyle {\ce {2MoS2 + 7O2 -> 2MoO3 + 4SO2}}}
يستخلص الأكسيد عادة في وسط مائي بالمعالجة مع الأمونيا لينتج مركب موليبدات الأمونيوم 
{\displaystyle {\ce {MoO3 + 2NH3 + H2O -> (NH4)2(MoO4)}}}
وأثناء العملية يستحصل على النحاس منتجاً ثانوياً ويفصل في هذه المرحلة بالمعالجة مع كبريتيد الهيدروجين. أما موليبدات الأمونيوم فتحول إلى مركب ثنائي موليبدات الأمونيوم ، والذي يمكن أن يعزل على هيئة مركب صلب. يؤدي تكليس  مركب ثنائي موليبدات الأمونيوم عند درجات حرارة تقارب 400 °س إلى تفككه حرارياً إلى ثلاثي أكسيد الموليبدنوم مجدداً.
{\displaystyle {\ce {(NH4)2Mo2O7 -> 2MoO3 + 2NH3 + H2O}}}
يستحصل على فلز الموليبدنوم العنصري من اختزال ثلاثي الأكسيد MoO3 بواسطة غاز الهيدروجين:
{\displaystyle {\ce {MoO3 + 3H2 -> Mo + 3H2O}}}
تتم عملية الاختزال بغاز الهيدروجين عادة على مرحلتين؛ إذ في المرحلة الأولى عند درجات حرارة تتراوح بين 500–600 °س يستحصل على مركب شبه مستقر  ذي لون بني بنفسجي من أكسيد الموليبدنوم الرباعي (ثنائي أكسيد الموليبدنوم MoO2):
{\displaystyle \mathrm {MoO_{3}+H_{2}\longrightarrow MoO_{2}+H_{2}O} }
وفي المرحلة الثانية عند درجات حرارة تتجاوز 1100 °س يستحصل على مسحوق من فلز الموليبدنوم.
{\displaystyle \mathrm {MoO_{2}+2\ H_{2}\longrightarrow Mo+2\ H_{2}O} }
يستخدم هذا الأسلوب من الاختزال للحصول على فلزالموليبدنوم للتطبيقات الخاصة التي تتطلب نقاوة مرتفعة من هذا العنصر. أما بالنسبة للموليبدنوم المستخدم في عمليات تسبيك الفولاذ فيختزل عادة بأسلوب تفاعل الألومنيوم الحراري بإضافة الحديد للحصول على سبيكة حديدية من فرّوموليبدنوم ، يصل فيها المحتوى من هذا العنصر إلى حوالي 60%.

## النظائر
تشمل نظائر الموليبدنوم 39 نظيراً معروفاً تتراوح أعداد الكتلة فيها بين 81 إلى 119؛ بالإضافة إلى وجود 13 مصاوغ نووي شبه مستقر . توجد سبعة نظائر طبيعية للموليبدنوم: وهي موليبدنوم-92 92Mo وموليبدنوم-94 94Mo وموليبدنوم-95 95Mo وموليبدنوم-96 96Mo وموليبدنوم-97 97Mo وموليبدنوم-98 98Mo وموليبدنوم-100 100Mo؛ وجميعها نظائر مستقرة ما عدا 100Mo.
يعد النظير موليبدنوم-98 98Mo أكثر النظائر الطبيعية وفرة، إذ يؤلف 24.14% من عنصر الموليبدنوم في الطبيعة. أما بالنسبة للنظير المشع موليبدنوم-100 100Mo فيبلغ عمر النصف  لديه مقدار 1019&nbsp سنة ويخضع إلى اضمحلال بيتا المضاعف  إلى النظير تكنيشيوم-100. تضمحل نظائر الموليبدنوم غير المستقرة إلى نظائر النيوبيوم والتكنيشيوم والروثينيوم. أما بالنسبة للنظائر المشعة المصطنعة  فأكثرها استقراراً هو النظير موليبدنوم-93 93Mo بعمر نصف مقداره 4839 سنة. ينتج النظير موليبدنوم-99 99Mo، وهو ناتج اضمحلال  للمصاوغ النووي تكنيشيوم-99m شائع الاستخدام في التطبيقات الطبية.

## الخواص الفيزيائية
يوجد الموليبدنوم في الشكل النقي على هيئة فلز ذي لون فضّي رمادي، وهو متوسط الصلادة، إذ تبلغ قيمة الصلادة مقياس موس مقدار 5.5، وتبلغ قيمة الكتلة الذرية القياسية 95.95 غ/مول. لهذا العنصر نقطة انصهار مرتفعة تبلغ مقدار 2623 °س، وهي بذلك سادس أعلى قيمة لنقطة انصهار بين العناصر الكيميائية، وذلك بعد التانتالوم والأوزميوم والرينيوم والتنغستن والكربون. من جهة أخرى، فإن للموليبدنوم قيمة منخفضة لمعامل التمدد الحراري  بين الفلزات شائعة الاستخدام.

## الخواص الكيميائية
الموليبدنوم فلز انتقالي ينتمي إلى عناصر المستوى الفرعي d في الدورة الخامسة، ويقع في المرتبة الثانية ضمن عناصر المجموعة السادسة في الجدول الدوري. لهذا العنصر كهرسلبية  مقدارها 2.16 على مقياس باولنغ . لا يتفاعل الموليبدنوم مع الأكسجين أو الماء عند درجة حرارة الغرفة، ولكنه يتفاعل مع الهالوجينات وبيروكسيد الهيدروجين. تبدأ الأكسدة بشكل بطيء وضعيف على سطح هذا العنصر عند درجات حرارة تقارب 300 °س؛ وتصل إلى داخل جسم العنصر عند درجات حرارة تتجاوز 600 °س، مما يؤدي إلى الحصول على أكسيد الموليبدنوم السداسي (ثلاثي أكسيد الموليبدنوم). كما هو الحال مع أغلب الفلزات الانتقالية الثقيلة، فإن لهذا العنصر ميل لتشكيل كاتيونات  في المحاليل المائية، على الرغم من أن الأيون 3+Mo من الصعب الحصول عليه إلا ضمن شروط مضبوطة.
كما هو الحال في عنصر الكروم وعدد من الفلزات الانتقالية الأخرى، فإن عنصر الموليبدنوم قادر على تشكيل رابطة رباعية  مثلما هو الحال في مركب Mo2(CH3COO)4 و 4−[Mo2Cl8]. أما في الطور الغازي فيستطيع الموليبدنوم أن يكون على هيئة جزيء ثنائي الذرة Mo2؛ ويوجد في حالة منفردة ، إذ يكون الإلكترونان غير متزاوجان  في المدارات الرابطة ، بالإضافة إلى الروابط التقليدية الخمسة الموجودة؛ الأمر الذي يؤدي إلى الحصول على رابطة سداسية .

### المركبات الكيميائية
يستطيع الموليبدنوم أن يشكل العديد من المركبات الكيميائية، وتتراوح أعداد الأكسدة لهذا العنصر فيها من -2 إلى +6. عادة ما تكون مركبات الموليبدنوم ذات أعداد الأكسدة العليا الأكثر ثباتية واستقراراً، وهي التي توجد في المعادن الأرضية؛ أما المركبات ذات أعداد الأكسدة المتوسطة فهي غالباً ما تكون مقترنة بالعناقيد الفلزية  النانوية. بالمقابل تكون المركبات ذات أعداد الأكسدة الدنيا مقترنة بمركبات الموليبدنوم العضوية ؛ مثل حالة الأكسدة الصفرية 0 الموجودة في مركب سداسي كربونيل الموليبدنوم Mo(CO)6. على العموم، تعد حالتا الأكسدة +6 و+4 الأكثر شيوعاً للموليبدنوم في مركباته اللاعضوية.
| حالة الأكسدة | مثال           |
| ------------ | -------------- |
| −4           | Na4[Mo(CO)4]   |
| −2           | 2−[Mo(CO)5]    |
| −1           | Na2[Mo2(CO)10] |
| 0            | Mo(CO)6        |
| +1           | C5H5Mo(CO)3    |
| +2           | MoCl2          |
| +3           | MoBr3          |
| +4           | MoS2           |
| +5           | MoCl5          |
| +6           | MoF6           |

يعد أكسيد الموليبدنوم السداسي (أو ثلاثي أكسيد الموليبدنوم) MoO3 من أكثر مركبات هذا العنصر انتشاراً وشهرة؛ وهو المركب الطليعي البادئ  من أجل تحضير أغلب المركبات الكيميائية المتبقية للموليبدنوم. يتميز هذا المركب بأنه متطاير  عند درجات حرارة مرتفعة. كما يستطيع أن يتفاعل مع المحاليل القلوية والقاعدية مشكلاً أملاح الموليبدات المختلفة، وهي أملاح حمض الموليبديك . تعد أملاح الموليبدات من الأنيونات الأكسجينية  وهي من المواد المؤكسدة، إلا أنها أضعف من الكرومات من هذه الناحية. تتفاعل محاليل الموليبدات مع بيروكسيد الهيدروجين لتشكل مركبات بيروكسي موليبدات  وهي مركبات نشطة كيميائياً. من جهة أخرى، تميل أملاح الموليبدات إلى التكاثف وتشكيل أنيونات فلزية متعددة الأكسجين  مثل 6−[Mo7O24] و4−[Mo8O26] عند قيم pH منخفضة، مع إمكانية ضم فلزات أخرى إلى البنية المعقدة. فعلى سبيل المثال، يستخدم مركب بولي موليبدات حاوٍ على الفوسفور في الكشف الطيفي للفسفور.
يستحصل على أكسيد الموليبدنوم الرباعي (ثنائي أكسيد الموليبدنوم) MoO2 من اختزال ثلاثي أكسيد الموليبدنوم. وعموماً يستطيع الموليبدنوم أن يشكل عدد من الأكاسيد الأخرى العنقودية مثل Mo4O11 و Mo5O14 و Mo8O23 و Mo9O26 و Mo17O47؛ بالإضافة إلى أملاح أكسيد هيدروكسيد الموليبدنوم، ذات البنية المعقدة، والمعروفة بالاسم الشائع أزرق الموليبدنوم .
يستطيع الموليبدنوم أن يشكل العديد من مركبات الهاليدات، وخاصة الكلوريدات، في حالات أكسدة متنوعة من +2 إلى +6: MoCl2 وMoCl3 وMoCl4 وMoCl5 وMoCl6. تعتمد إمكانية تشكل الهاليد في حالات الأكسدة المختلفة على الأيون المقابل ، إذ أنه على سبيل المثال على الرغم من استقرار وثباتية سداسي الفلوريد MoF6، إلا أن عنصر الموليبدنوم لا يشكل مركبات مستقرة من سداسي الكلوريد أو خماسي البروميد أو رباعي اليوديد. من الأمثلة على المركبات اللاعضوية المعروفة للموليبدنوم كل من الكبريتيد MoS2 والسيلينيد MoSe2 والسيلسيد MoSi2.

### التحليل الكيميائي
يمكن إجراء تحليل نوعي لأيونات الموليبدنوم السداسي بأساليب تقليدية عن طريق تشكيل معقد أنيوني متعدد الأكسجين عند التفاعل مع الفوسفات. إذ تؤدي إضافة حمض الفوسفوريك إلى محلول ملح موليبدات محمّض بحمض الكبريتيك إلى ترسيب ملح أصفر، يعرف باسم أصفر الموليبدنوم .
{\displaystyle \mathrm {H_{2}PO_{4}^{-}+12\ MoO_{4}^{2-}+22\ H_{3}O^{+}+3\ NH_{4}^{+}\longrightarrow (NH_{4})_{3}[P(Mo_{3}O_{10})_{4}](yellow)+34\ H_{2}O} }
وتؤدي الإضافة اللاحقة من مختزل ضعيف، مثل حمض الأسكوربيك، إلى الحصول على معقد أزرق الموليبدنوم. ويستخدم هذا التفاعل من أجل القياسات الضوئية  للكشف عن الموليبدات أو الفوسفات في مجال تحليل الأثر  عن الكميات النزرة. يمكن الكشف عن الموليبدنوم بوسائل التحليل الآلي مثل المطيافية الذرية ؛ كما تعطي قياسات الاستقطابية  لمحلول يحوي على الموليبدنوم السداسي في حمض الكبريتيك تركيزه 0.5 مول/ل عتبتين، الأولى عند − 0.29 والثانية عند − 0.84 مقابل قطب كالومل المشبع ، وذلك يعود بسبب الاختزال إلى الموليبدنوم الخماسي ثم الثلاثي.

## الدور الحيوي

بنية العامل المرافق FeMoco، وتظهر مواقع الارتباط إلى النتروجيناز، وذلك في السلاسل الطرفية من الأحماض الأمينية

تصنف بعض الدراسات العلمية عنصر الموليبدنوم ضمن العناصر المعدنية الضرورية للتغذية  في الكائنات الحية، إذ بينت ورقة بحث علمية في سنة 2008 أن تركيز الموليبدنوم في المحيط الحيوي قد أثر على تطور حقيقيات النوى . كما تعرف في بعض أنواع الإسفنجيات (الاسم العلمي: Theonella conica) القدرة على تخزين الموليبدنوم بشكل مفرط . كما توجد آلية معقدة لنقل الموليبدات في أجسام الكائنات الحية.

### الإنزيمات
يوجد على الأقل 50 نوعاً من الإنزيمات الحاوية على الموليبدنوم في البكتريا والنباتات والحيوانات؛ وتتضمن عدد من إنزيمات الأكسيداز مثل أكسيداز الألدهيد  وأكسيداز الكبريتيت  وأكسيداز الزانثين . تقوم الإنزيمات الحاوية على الموليبدنوم وظيفياً بتحفيز أكسدة، وأحياناً اختزال، أنواع محددة من الجزيئات في عمليات الدورات الحيوية الجيولوجية الكيميائية  مثل دورة النيتروجين ودورة الكبريت ودورة الكربون. تمتلك العوامل المرافقة الحاوية على الموليبدنوم القدرة على المساهمة في إنزيمات الأكسدة بسبب قدرة ذرات الموليبدنوم على الدخول بعدة حالات أكسدة تتراوح بين +6 إلى +4 في تفاعلات أكسدة واختزال.
تعد الإنزيمات الحاوية على الموليبدنوم  أكثر أنواع التحفيز البكتيري  شيوعاً من أجل تكسير الرابطة الكيميائية لجزيء النتروجين الجوي في عملية تثبيت النيتروجين . تحوي أغلب أنواع إنزيمات النتروجيناز  على العامل المرافق  FeMoco، الحاوي على عنصري الحديد والموليبدنوم الثلاثي أو الرباعي في تركيبه؛ وتعد عملية الاصطناع الحيوي  للموقع النشط  لهذا العامل المرافق معقدة جداً. يتميز إنزيم النتروجيناز الحاوي على الموليبدنوم بأنه الوحيد الذي يستخدم عامل FeMoco المرافق؛ إذ يتعقد الموليبدنوم الخماسي والسداسي بالمقابل مع عوامل موليبدوبتيرين  المرافقة في باقي الإنزيمات الأخرى الحاوية على الموليبدنوم.

### الاستقلاب البشري والنقص
يصنف البعض الموليبدنوم ضمن العناصر المعدنية الضرورية للتغذية؛ إذ يوجد على الأقل أربع إنزيمات معروفة في الثدييات معتمدة على الموليبدنوم في تركيبها، وجميعها تستضيف عوامل موليبدوبتيرين المرافقة في المواقع النشطة، وهي: أكسيداز الكبريتيت وأكسيداز الزانثين وأكسيداز الألدهيد ومختزلة أميدوكسيم الميتكوندريا .
يحوي جسم الإنسان على ما يقارب 0.07 مغ لكل كيلوغرام من وزن الجسم من الموليبدنوم، وتكون تلك الكمية متركزة في الكبد والكليتين. يوجد الموليبدنوم أيضاً في ميناء السن  ويمكن أن يكون له دور في مكافحة تسوس الأسنان. ويظهر البشر الذين لديهم نقص شديد في الموليبدنوم أعراض متعلقة بالاختلال الوظيفي لإنزيم أكسيداز الكبريتيت، ويكونون عرضة للتسمم من الغذاء الحاوي على الكبريتيت.

بنية عامل مرافق لإنزيم معتمد على الموليبدنوم

يطرح أغلب الموليبدنوم من جسم الإنسان على هيئة موليبدات في البول؛ ولكن تطرح كميات صغيرة من الموليبدنوم في البراز، وكذلك في العرق كما يتوضع في الشعر. لم توثق إلى الآن أعراض تسمم حادة بالموليبدنوم عند البشر، وتعتمد السمية بشكل كبير على الحالة الكيميائية لهذا العنصر. أظهرت الدراسات على الجرذان أن مقدار الجرعة المميتة الوسطية  يبلغ 180 مغ/كغ لبعض مركبات الموليبدنوم. على الرغم من أن بيانات التسمم بالموليبدنوم لدى البشر غير متوفرة، إلا أن دراسات التجارب على الحيوانات بينت أن التناول المزمن لأكثر من 10 مغ/اليوم من الموليبدنوم يمكن أن يسبب الإسهال واضطراب في النمو العقم وانحفاض وزن المواليد والنقرس ، بالإضافة إلى تأثيرات سلبية على الرئتين والكليتين والكبد.
يؤدي انخفاض تركيز الموليبدنوم في التربة في شريط جغرافي يمتد من شمال الصين إلى إيران إلى ملاحظة نقص الموليبدنوم  في تلك المنطقة الجغرافية، بالإضافة إلى ازدياد معدلات سرطان المريء ؛ إذ إن معدلات الإصابة بسرطان المريء في تلك المنطقة الجغرافية بالمقارنة مع الولايات المتحدة، التي لديها نسبة موليبدنوم أعلى في التربة، أعلى بحوالي 16 ضعف. وردت تقارير عن نقص الموليبدنوم نتيجة حالات التغذية الوريدية بالكامل طويلة الأمد، إذ أدت إلى ارتفاع نسبة الكبريتيت واليورات  بسبب نقص الإنزيمات الموليبدنية.

### الكميات الفائضة والتداخل مع النحاس
يؤدي وجود مستويات مرتفعة من الموليبدنوم إلى التداخل مع قدرة الجسم على امتصاص النحاس، مما يؤدي إلى نقص النحاس . إذ يمنع الموليبدنوم البروتينات الموجودة في مصل الدم من الارتباط مع النحاس، مما يزيد من كمية النحاس المطروحة في البول. وذلك يلاحظ في المجترات التي تستهلك مستويات مرتفعة من الموليبدنوم، إذ تعاني من الإسهال  ومن بطء النمو  وفقر الدم  وفقدان صبغة الشعر . تتفاقم أعراض نقص النحاس في حال وجود كميات فائضة من الكبريت؛ ويمكن التغلب على تلك الأعراض بإضافة مكملات غذائية حاوية على النحاس إلى العلف.
من جهة أخرى قد يرغب بإخفاض مستويات النحاس في الجسم عمداً من أجل غايات علاجية عن طريق استخدام مركب رباعي ثيوموليبدات الأمونيوم  الأحمر، الذي يتمخلب مع النحاس ، ويستخدم في علاج داء ويلسون  عند الحيوانات؛ كما وجد لهذا المركب تأثير مثبط على تولد الأوعية ،  وقد يكون لذلك تطبيقات في علاج أمراض السرطان.

## التغذية والصحة
يتراوح المدخول اليومي من الموليبدنوم بين 120 إلى 240 ميكروغرام/اليوم، وذلك أعلى من التوصيات الغذائية. ويوجد الموليبدنوم في الطعام في اللحوم الحمراء والبيض والبقوليات وبذور عباد الشمس وطحين القمح والعدس ومحاصيل الحبوب.
في سنة 2000 قامت الأكاديمية الوطنية للطب في الولايات المتحدة الأمريكية  بتحديث مقادير الكمية الغذائية المرجعية  لعنصر الموليبدنوم في الغذاء. قدّر المدخول الكافي  من هذا العنصر يومياً بالنسبة للأطفال حتى عمر ستة أشهر بمقدار 2 ميكروغرام، وبالنسبة للأطفال بين سبعة إلى اثني عشر شهراً بمقدار 3 ميكروغرام. أما الكمية المُوصى بتناولها  فحددت للأطفال بين 1-3 سنة بمقدار 17 ميكروغرام، وللأطفال بين 4-8 سنة بمقدار 22 ميكروغرام، وللأطفال بين 9-13 سنة بمقدار 34 ميكروغرام، ولليافعين بين سنتي 14-18 بمقدار 43 ميكروغرام، وللبالغين بمقدار 45 ميكروغرام. وللسلامة حددت الأكاديمية أيضاً المستوى الأقصى المقبول  من الموليبدنوم بمقدار 2000 ميكروغرام/اليوم. تعطي الهيئة الأوروبية لسلامة الأغذية  مستويات مرجعية مقاربة لما هو في الولايات المتحدة إلى حد ما. توضع على ملصقات المكملات الغذائية  نسبة المدخول اليومي على هيئة قيمة يومية مئوية ، وهي نسبة 100% من الحاجة اليومية، وكانت في الولايات المتحدة محددة بمقدار 75 ميكروغرام؛ إلا أنه في سنة 2016 خفض المقدار إلى 45 ميكروغرام.

## المخاطر
يؤدي التعرض للأغبرة والأبخرة الناتجة عن تعدين الموليبدنوم أو التعامل به في الصناعات المعدنية إلى آثار ضارة على جسم الإنسان، وقد يكون لذلك تأثيراً سمياً؛ لذلك ينبغي تجنب الابتلاع أو الاستنشاق أبخرة الموليبدنوم ومركباته. تحدد ضوابط إدارة السلامة والصحة المهنية الأمريكية  التعرض الأعظمي المسموح من الموليبدنوم خلال ثمان ساعات عمل بمقدار 5 مغ/م3. يؤدي التعرض المزمن إلى كميات تتراوج بين 60 إلى 600 مغ/م3 إلى حدوث أعراض تتضمن التعب والصداع وألم المفاصل. أما عند مستويات تقارب 5000 مغ/م3 فإن الموليبدنوم يكون حينها ذا خطورة فورية على الحياة أو الصحة.

## الاستخدامات
يستخدم أغلب الموليبدنوم (أكثر من 85%) في تطبيقات متعلقة بصناعة السبائك؛ في حين أن النسبة المتبقية هي لتطبيقات متنوعة لهذا العنصر ومركباته.

### صناعة السبائك

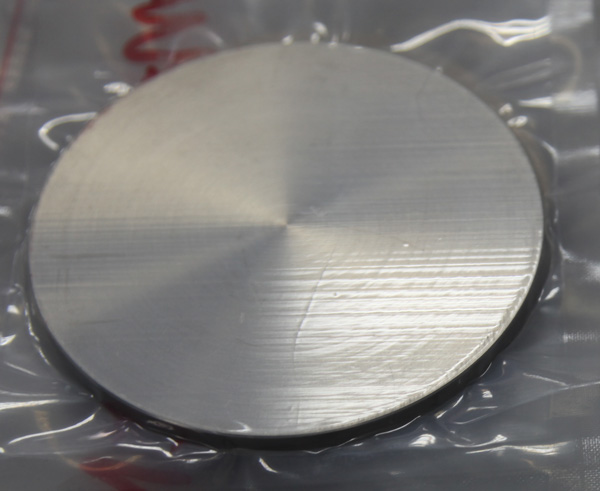
صفيحة من سبيكة الموليبدنوم والنحاس

تعد صناعة السبائك التطبيق الأهم للموليبدنوم، فأغلب الكمية الناتجة عن تعدين هذا العنصر تستخدم في هذا المجال، إذ يدخل سنوياً أكثر من 43 ألف طن في صناعة سبائك الفولاذ المختلفة من الفولاذ المقاوم للصدأ  وفولاذ الأدوات ؛ كما يستخدم في صناعة سبائك الحديد الزهر  والسبائك الفائقة . على سبيل المثال، نظراً لانحفاض كثافته واستقرار ثمنه في السوق فإن الموليبدنوم يستخدم أحياناً عوضاً عن التنغستن في تركيب السبائك؛ مثل سبائك فولاذ القطع السريع  من الفئة M؛ كما يدخل الموليبدنوم في تركيب سبائك الفولاذ عالية المتانة، مثل سبيكة 41xx الفولاذية وفق أصناف فولاذ  جمعية مهندسي السيارات الدولية ، والتي تتراوح نسبة الموليبدنوم فيها بين 0.25% إلى 8%.
يدخل الموليبدنوم أيضاً في تركيب سبائك الفولاذ المتميزة بارتفاع مقاومتها للتآكل ، وسهولة اللحام . من تلك السبائك على سبيل المثال سبيكة TZM التي تتركب من 99% موليبدنوم و ~0.5% تيتانيوم و ~0.08% زركونيوم ونسبة ضئيلة أيضاً من الكربون. تتميز TZM بأنها سبيكة فائقة ذات متانة تعادل ضعفي متانة الموليبدنوم النقي، كما أنها أكثر قابلية للسحب والطرق واللحام؛ تتميز أيضاً بأن لديها مقاومة مرتفعة ضد التآكل، لدرجة أنها تقاوم أثر أملاح الفلوريد المنصهرة عند درجات حرارة تتجاوز 1300 °س؛ إذ تقاوم أثر ملح فلوريد الليثيوم والبيريليوم  وأبخرة الأملاح المستخدمة في مفاعل الملح المنصهر  لأكثر من 1100 ساعة عمل. نظراً للخواص الهندسية الممتازة لسبيكة TZM عند درجات حرارة مرتفعة وضغوط مرتفعة، فإن لها تطبيقات في الصناعات العسكرية، إذ تدخل في تركيب محركات الطربيدات  وفوّهات المحركات الصاروخية  وتمديدات الغاز ؛ كما تستخدم في مجال الطاقة النووية.
من سبائك الموليبدنوم المعروفة أيضاً سبيكة الموليبدنوم والتنغستن (70%/30%)، والمستخدمة في مجال التمديدات ودفاعات المضخات  التي على تماس مع مصهور الزنك.

### تطبيقات مختلفة
يستطيع الموليبدنوم أن يقاوم درجات حرارة مرتفعة بشكل جيد، لذلك يستخدم في التطبيقات الملائمة لذلك مثل تصفيح المعدات العسكرية وصنع أجزاء الطائرات والمحركات الصناعية، وفي تركيب وشائع المصابيح الكهربائية التقليدية بديلاً عن التنغستن. كما يمكن أن يستخدم الموليبدنوم في تغطية أو إكساء الفلزات الأخرى لتشكيل طبقة مقاومة حرارياً؛ ولكن على الرغم من نقطة انصهار الموليبدنوم (2623 °س)، إلا أن الطبقة السطحية قابلة للأكسدة عند درجات حرارة تتجاوز 760 °س، مما يجعله مفضلاً للاستخدام في أوساط تحت الفراغ .
يدخل الموليبدنوم في تركيب المصاعد في الخلايا الكهربائية عوضاً عن التنغستن في أنواع معينة من منابع الأشعة السينية منخفضة الجهد الكهربائي  من أجل تطبيقات محددة، مثل الاستخدام في مجال تصوير الثدي الشعاعي. إذ أن مجال الطاقة بين 17-20 كيلو إلكترون فولت والصادر عن منابع الأشعة السينية العاملة بالموليبدنوم ملائم جداً من أجل تصوير الأنسجة الطرية مثل الصدر. كما أن التباين المرتفع  لتلك الأشعة يجعلها ملائمة جداً من أجل الإظهار المرئي  لأية حالات شاذة في نسيج الثدي. يساهم مجال الطاقة المنخفض أيضاً في التقليل من جرعة الإشعاع  من غير التأثير على جودة التصوير.
يستخدم النظير المشع موليبدنوم-99 على هيئة موليبدات، من أجل توليد المصاوغ النووي  تكنيشيوم-99m ، والمستخدم في مجال التصوير التشخيصي الطبي . قد يستخدم مسحوق الموليبدنوم على هيئة سماد لبعض النباتات، مثل القرنبيط. في تطبيق آخر يستخدم عنصر الموليبدنوم في أجهزة تحليل غازات NOx في محطات توليد الطاقة الكهربائية من أجل مراقبة الثلوث؛ إذ عند درجة حرارة مقدارها 350 °س يعمل الموليبدنوم على هيئة حفاز في عملية تحويل ثنائي أكسيد النتروجين NO2 إلى أحادي أكسيد النتروجين NO، والذي يمكن الكشف عنه باستخدام الأشعة تحت الحمراء.